# Tumba del General Grant
La tumba del general Grant (en inglés General Grant National Memorial, o simplemente Grant's Tomb) es un mausoleo donde se encuentra enterrado el cuerpo del general Ulysses S. Grant, uno de los principales protagonistas de la Guerra de Secesión y el 18.º presidente de los Estados Unidos. Se encuentra en el barrio de Morningside Heights al norte de Manhattan, en Nueva York. El monumento conmemorativo está construido cerca del Riverside Park, que domina el río Hudson. Nueva York fue la ciudad escogida para acoger el monumento, ya que Grant iba a menudo y quería rendir homenaje a los habitantes de la "Gran Manzana" que le habían sostenido los últimos años de su vida.

El edificio principal del monumento es obra del arquitecto John Duncan, que imaginó una estructura en granito y mármol. Los trabajos se terminaron en 1897. La gestión del lugar, el mausoleo más grande de los Estados Unidos, está garantizada por el National Park Service, que se ocupa igualmente de la Estatua de la Libertad. Para concebir el edificio, Duncan se habría inspirado en uno de los primeros mausoleos conocidos, que era también una de las Siete maravillas del mundo, el Mausoleo de Halicarnaso, pero al haber pocos planos precisos existentes, escogió también como modelos otros edificios funerarios. El edificio fue sufragado con una gran contribución pública. Más de un millón de personas asistieron al desfile fúnebre de Grant en 1885. De una longitud total de 11 km, estuvo marcado por la presencia reunida de diversos generales de la Unión (estados del norte durante la guerra) y de los estados del Sur, así como del presidente Grover Cleveland. La tumba fue inaugurada el 27 de abril de 1897, con ocasión de los 75 años del nacimiento de Grant, y el acontecimiento reunió casi a tanta gente como la exhibición funeraria, pero esta vez en presencia del presidente William McKinley.

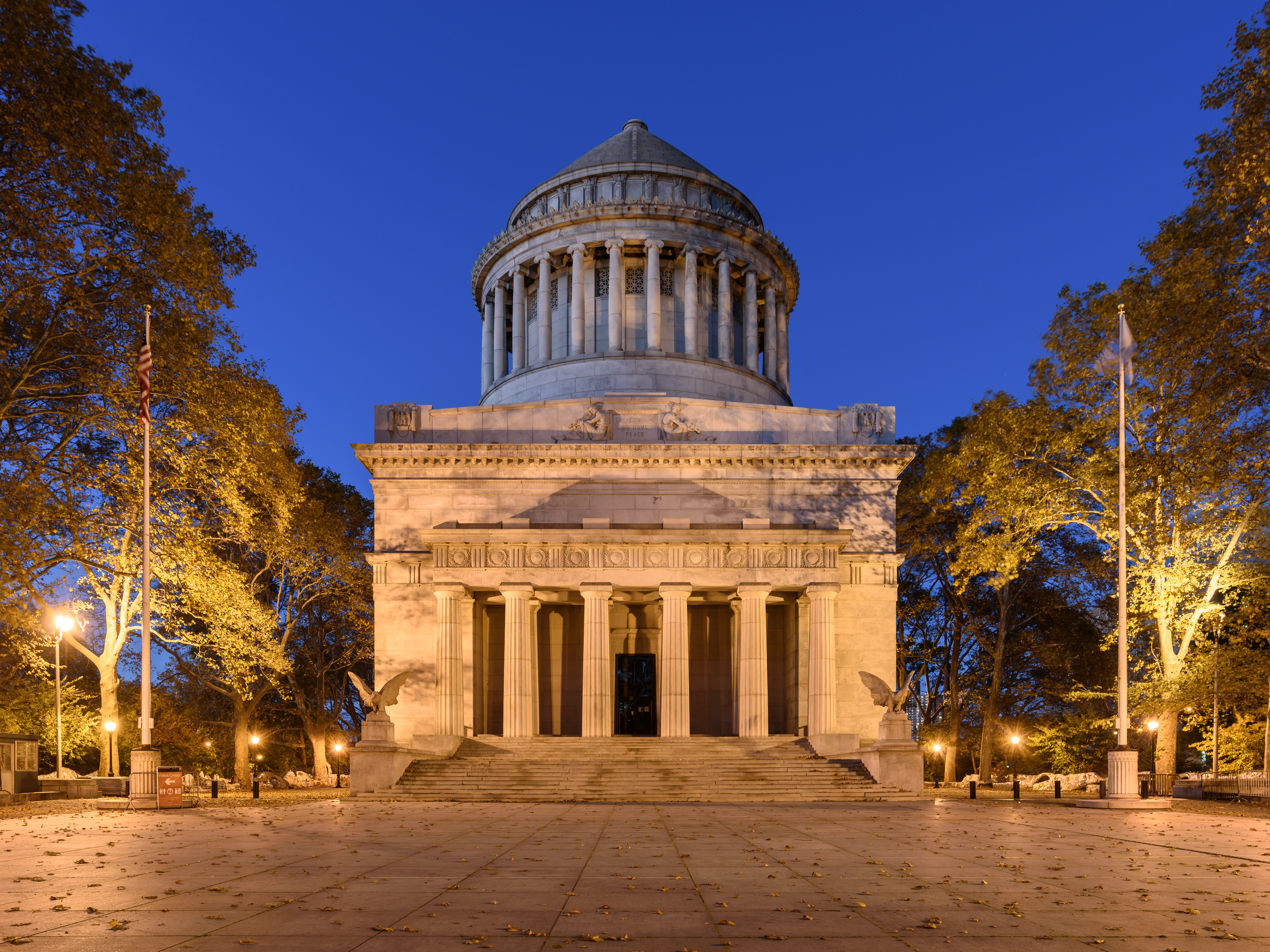
La tumba del general Ulysses S. Grant en 2016.